# Sindrome di Senior-Løken
La sindrome di Senior-Løken è una malattia genetica rara afferente al gruppo delle ciliopatie che si manifesta fin dall'infanzia con alterazioni a carico di reni e retina.

## Eziologia
La malattia è a trasmissione autosomica recessiva. Sono molti i geni la cui mutazione può causare la malattia; tra di essi figurano NPHP1, NPHP4 e IQCB1.

## Clinica
I primi sintomi e segni si manifestano durante l'infanzia, a un'età variabile, e consistono in deficit progressivo bilaterale dell'acuità visiva, disturbi visivi al buio, talvolta nistagmo (il quale può essere presente fin dalla nascita dell'individuo affetto dalla sindrome). Le lesioni della retina possono risultare simili a quelle presenti in altre patologie, come l'amaurosi congenita di Leber e la retinite pigmentosa.
La malattia è caratterizzata anche dalla formazione di cisti a livello renale che comportano la progressiva perdita di funzionalità di entrambi i reni. Questo comporta poliuria, polidipsia (conseguenza dell'escrezione eccessiva di liquidi causata dalla poliuria), ritardo della crescita, anemia e insufficienza renale ingravescente.
La sindrome può anche comportare anomalie della composizione del tessuto osseo, sordità o ipoacusia, insufficienza epatica e condizioni patologiche del sistema nervoso centrale, come l'atassia cerebellare.